# Paul Keita
Paul Keita (Dakar, 23 juni 1993) is een Senegalees voetballer, die doorgaans speelt als defensieve middenvelder. In april 2018 tekende hij een contract voor drie seizoenen bij Waasland-Beveren.

## Clubcarrière
Keita doorliep de jeugdreeksen van AS Douanes Dakar en Benfica. Zijn professionele carrière begon hij in 2009 bij PAS Giannina. Op 13 september 2010 maakthij zijn debuut bij PAS Giannina in de met 2–1 gewonnen wedstrijd tegen APS Panthrakikos. Na verdere Griekse omzwervingen bij Kalloni FC, Atromitos FC, PAE Kerkyra en het Hongaarse Mezőkövesd tekende Keita in april 2018 een contract voor drie seizoenen bij Waasland-Beveren. Op 26 augustus 2018 maakte Keita zijn debuut in de Eerste klasse A in de wedstrijd tegen KRC Genk.

## Clubstatistieken
| Seizoen | Club             | Competitie        | Competitie | Competitie | Beker | Beker | Internationaal | Internationaal | Totaal | Totaal |
| Seizoen | Club             | Competitie        | Wed.       | Dlp.       | Wed.  | Dlp.  | Wed.           | Dlp.           | Wed.   | Dlp.   |
| ------- | ---------------- | ----------------- | ---------- | ---------- | ----- | ----- | -------------- | -------------- | ------ | ------ |
| 2010/11 | PAS Giannina     | Football League   | 29         | 0          | 2     | 0     | —              | —              | 31     | 0      |
| 2011/12 | PAS Giannina     | Super League      | 6          | 0          | 1     | 0     | —              | —              | 7      | 0      |
| 2012/13 | PAS Giannina     | Super League      | 24         | 0          | 5     | 0     | —              | —              | 29     | 0      |
| 2013/14 | PAS Giannina     | Super League      | 9          | 0          | 2     | 0     | —              | —              | 11     | 0      |
| 2013/14 | Kalloni FC       | Super League      | 12         | 1          | 1     | 0     | —              | —              | 13     | 1      |
| 2014/15 | Kalloni FC       | Super League      | 28         | 1          | 1     | 0     | —              | —              | 29     | 1      |
| 2015/16 | Kalloni FC       | Super League      | 13         | 0          | 1     | 0     | —              | —              | 14     | 0      |
| 2015/16 | Atromitos FC     | Super League      | 9          | 0          | 3     | 0     | —              | —              | 12     | 0      |
| 2016/17 | Atromitos FC     | Super League      | 12         | 0          | 3     | 0     | —              | —              | 15     | 0      |
| 2016/17 | PAE Kerkyra      | Super League      | 5          | 0          | —     | —     | —              | —              | 5      | 0      |
| 2017/18 | Mezőkövesd       | Nemzeti Bajnokság | 14         | 0          | 2     | 0     | —              | —              | 16     | 0      |
| 2018/19 | Waasland-Beveren | Eerste klasse A   | 12         | 0          | —     | —     | —              | —              | 12     | 0      |
| Totaal  | Totaal           | Totaal            | 173        | 2          | 21    | 0     | 0              | 0              | 194    | 2      |

Bijgewerkt op 13 februari 2019.

## Interlandcarrière
Keita maakte deel uit van verschillende nationale jeugdselecties.